# Vi skal stadig kæmpe
|  | Denne artikel er oprettet af botten PalnaBot ud fra en ekstern database. Den kan derfor have sproglige fejl eller mangler. Denne skabelon kan fjernes efter kontrol af indholdet. |

Vi skal stadig kæmpe er en dokumentarfilm fra 1991 instrueret af Mikael Olsen efter manuskript af Annette Vasström.

## Handling
En hurtig gennemgang af fagbevægelsens og socialdemokratiets historie i det 20. århundrede fra den første hovedaftale i 1899 til spørgsmålet om hvordan miljø og demokrati kan sikres i europæisk og globalt perspektiv. Stationerne undervejs er arbejderbevægelsens kampe og sejre: organisationsretten, kampen for kortere arbejdstid, for et mere socialt samfund med mindre arbejdsløshed, socialreformen, socialdemokratiske organisationer, kampen for lige adgang til uddannelse, daginstitutioner, miljø og livskvalitet.